# Movimento cocalero
Movimento dos Camponeses Cocaleros ou Movimento Cocalero é um movimento social dos cocaleros (camponeses-indígenas) que ocorreu nas últimas duas décadas no país sul-americano da Bolívia. Os cocaleros são protetores da folha de coca, simbólica na cultura boliviana.
O Movimento constituiu-se por várias identidades e objetivos, e acompanhou outros setores sociais por reivindicações étnicas, sôcio-econômicas. Os cocaleros tem uma cultura subjugada.
O ideário neoliberal que arrastou a população – sobretudo a indígena – a um nível degradante, contribuiu para sua ascensão e também a de Evo Morales à Presidência da República acirrando a luta de classes naquele país.

## História
A Revolução Nacional de 1952 marcou uma nova história social na Bolívia. A nacionalização das minas, a reforma agrária, o voto universal, e o desmonte do militarismo das oligarquias, impulsionado por operariado mineiro e camponês como agente consciente de suas classes.
No final da década de 1970, os camponeses paralisaram o país em resposta à chamado da central sindical boliviana, bloquearam estradas e acessos às cidades, e precipitaram a queda do governo militar, nos anos da revolução defenderam não apenas as bandeiras da democracia, também propuseram lideranças camponesas organizadas num partido indígena para assumir o novo governo. Mas o mundo todo estava mudando, e as conquistas sociais logo foram diluídas pela metamorfose global e pelas limitações do desenvolvimento local da década de 1980. Ao fracasso evidente do ciclo revolucionário e, fazer progredir um projeto nacional e moderno, adicionaram-se as conseqüências do endividamento recente do país. A dívida externa boliviana saltou, entre empréstimos recebidos e dívida contraída pelos governos militares.
Diante disso, a retomada da direção da democracia não evitou a iminência da crise econômica manifestada na hiperinflação. Ao Estado boliviano, ainda não consolidado na doutrina democrática, foi imposto iniciar profundas mudanças estruturais, através de uma nova política econômica caracterizada pela reforma tributária, abertura das fronteiras às importações e o congelamento de salários, alem do enxugamento da máquina estatal.
Esta etapa em 1991, que coincide com o fim da Guerra Fria e com a divisão do mundo em blocos de influencia e também com a implantação do modelo neoliberal. Na Bolívia, o resultado da nova política de reforma foi uma imediata recessão econômica, o aumento do desemprego e o desmonte do proletariado mineiro. A sensação geral foi de devastação das alternativas sociais e conquistas revolucionárias, e fim das mobilizações sociais conquistadas em décadas anteriores.
É nesse contexto que surgem os cocaleros, como símbolo da nova fase de exclusões sociais: resultam do êxodo rural, da crise econômica e do desemprego; do modelo afiliado a interesses e capitais externos e principalmente do esgotamento das fórmulas tradicionais da organização nacional. Dessa crise, emergiram também os novos movimentos sociais (NMS), que tem impulsos diversos, sem identidade fixa, nem filiação política-partidária, explodiram na década de 1980, ganhando força nos anos 1990. Na América- Latina, os novos movimentos têm tido um discurso principalmente étnico-cultural, como os neozapatistas e os cocaleros. Em todos eles, discute-se a problemática da terra e da pobreza rural.
Nesse período que adquirem valor as histórias locais, os camponeses não tem uma identidade unificada, nem histórias semelhantes. Observar-se dois grupos: povo quíchuas e povo aimarás. Historicamente, os primeiros desempenharam um papel de conquista e de negociação, enquanto os segundos foram os da resistência e afirmação da identidade cultural.
Os quíchuas teriam levado a revolução de 1952 para o campo, enquanto os aimarás, numa atitude de resistência e desconfiança não teriam aceitado totalmente o governo revolucionário.
Dois horizontes tão distintos são bases do movimento camponês contemporâneo boliviano. Os quíchuas foram base do pacto militar-camponês, enquanto os aimarás o atacaram. No fim da década de 1980, estes, com a aquisição de valores democráticos nas experiências revolucionarias, se transformaram num novo movimento social, os kataristas, como setor mais combativo na defesa da democracia boliviana.
D dissidência camponesa do movimientismo, e em oposição direta contra o pacto militar-camponês, emergem duas vertes que, anos mais tarde constituiriam a liderança futura do novo movimento indígena e camponês. O primeiro foi o katarismo, no altiplano, o segundo foi o movimento cocalero, organizado politicamente a partir de um setor de camponeses quiuchas que não atacando o pacto, fugiram para o Chapare, no trópico Cochabambino, a fim de conquistar novas fronteiras de sobrevivência.
Os cocaleros levaram para as colônias do Chapare a organização sindical dos camponeses revolucionários sem perder a estrutura familiar como base produtiva e da reprodução social. Na medida em que se organizaram e se constituíram em movimento popular, porém, os cocaleros fizeram prevalecer os valores que aprenderam dos rebeldes kataristas: a importância da defesa de sua identidade e busca da sua autonomia de ação.
Seja pela influência quíchua ou pela influencia aimará, observa que a acumulação de uma consciência sobre si mesmos resultou das formas de resistências e de lutas originais. Definir o movimento cocalero apenas pela sua origem étnica e cultural seria negar uma realidade mais complexa na construção de sua identidade e sua situação histórica como classe.